# Поповац (Воћин)
Поповац је насељено мјесто у општини Воћин, у сјеверној Славонији, Вировитичко-подравска жупанија, Република Хрватска.

## Географија
Поповац се налази око 4 км сјеверно од Воћина.

## Историја
До територијалне реорганизације у Хрватској насеље се налазило у саставу бивше општине Подравска Слатина.

## Становништво
Поповац према попису из 2011. године није имао становника.
| Националност       | 1991. | 1981. | 1971. | 1961. |
| Срби               | 41    | 49    | 87    | 140   |
| Југословени        | 2     |       |       |       |
| Хрвати             |       |       |       | 3     |
| остали и непознато |       | 1     |       | 1     |
| Укупно             | 43    | 50    | 87    | 144   |

| Демографија | Демографија | Демографија |
| Година      | Становника  | Становника  |
| ----------- | ----------- | ----------- |
| 1961.       | 144         |             |
| 1971.       | 87          |             |
| 1981.       | 50          |             |
| 1991.       | 43          |             |
| 2001.       | 2           |             |
| 2011.       | 0           |             |